# Kuldyga (novads 2009–2021)
Kuldyga (łot.: Kuldīgas novads) – jeden z łotewskich novadsów, funkcjonujący w latach 2009–2021.

## Historia
Novads powstało na terenach należących przed 2009 do rejonu Kuldyga.
W skład novadsu wchodziło miasto Kuldyga oraz 13 pagastsów: Ēdole, Gudenieki, Īvande, Kabile, Kurmāle, Laidi, Padure, Pelči, Renda, Rumba, Snēpele, Turlava i Vārme. Jego stolicą zostało miasto Kuldyga.
Zlikwidowany w ramach reformy administracyjnej 30 czerwca 2021. Wszedł w całości w skład nowego, większego novadsu Kuldyga.